# Multipulchroppia berndhauseri
Multipulchroppia berndhauseri är en kvalsterart som först beskrevs av Sandór Mahunka 1978.  Multipulchroppia berndhauseri ingår i släktet Multipulchroppia och familjen Oppiidae. Inga underarter finns listade i Catalogue of Life.